# Leptopsammia pruvoti
Il madreporario solitario giallo o madrepora gialla (Leptopsammia pruvoti Lacaze-Duthiers, 1897) è un esacorallo  della famiglia Dendrophylliidae.

## Descrizione

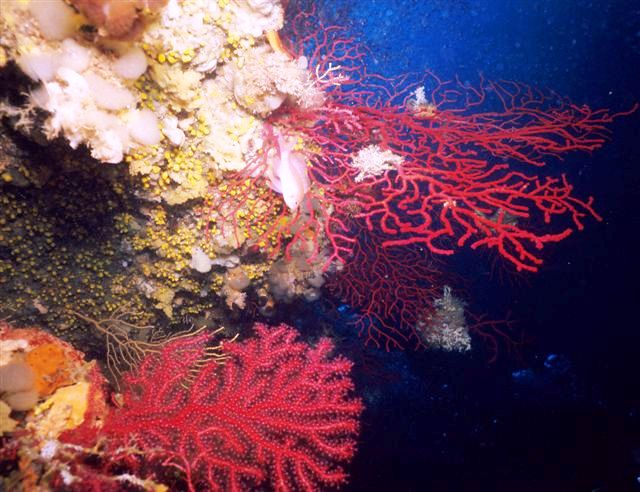
Colonie di Leptopsammia pruvoti associate a Paramuricea clavata

Forma colonie incrostanti di colore da giallo ad arancio intenso, di massimo 8 centimetri di altezza. I polipi sono solitari, anche se frequentemente si trovano numerosi esemplari a breve distanza, e posseggono tentacoli traslucidi, urticanti. Vivono all'interno di un corallite con scheletro di forma cilindro-conica.
Spesso associato a Corallium rubrum e a Paramuricea clavata.
Nella varietà arancio intensa può essere scambiato con lo Parazoanthus axinellae, che però presenta colonie più numerose e meno isolate.

## Biologia

### Alimentazione
Si nutre di plancton che cattura con i tentacoli dopo averli paralizzati con gli cnidociti.

### Riproduzione
La riproduzione avviene in modo sessuato a fecondazione incrociata con sessi separati e ovoviviparità.

## Distribuzione e habitat
È presente nel Mar Mediterraneo e nell'Oceano Atlantico orientale.
Predilige i fondali rocciosi poco illuminati ed esposti alla corrente marina, spesso in presenza di coralligeno, in fenditure o grotte tra i 3 e i 50 metri di profondità.